# Superphenalen
Superphenalen ist ein sehr großer Vertreter der polycyclischen aromatischen Kohlenwasserstoffe (PAK). Es kann formal als aus drei anellierten Superbenzolen (Hexa-peri-hexabenzocoronene) angesehen werden.
Es kann als Überlappungsstruktur von drei symmetrisch um ein Zentrum angeordneten Hexa-peri-hexabenzocoronenen (HBC) angesehen werden (auch Superbenzol genannt). Diese sind seit 2004 ebenfalls als Bausteine der molekularen Elektronik bekannt, da sie selbst-zusammenbauende Säulen bilden und Nanoröhren.

Struktur von Hexa-peri-hexabenzocoronen

## Darstellung
Klaus Müllen synthetisierte es als Basisbaustein für Säulen in Flüssigkristallen, die wie das Molekül eine C3-Symmetrie haben (dreizählige Symmetrieachse senkrecht auf dem ebenen Molekül). Seine erste Synthese erfolgte mit „nasser Chemie“ und wurde von ihm als recht einfach beschrieben mit Standardmethoden der Synthese benzoider PAK (BPAK): Diels-Alder-Reaktion von 1,2,3-Triethinylbenzol mit Cyclopentadienon-Derivaten bei Anwesenheit von o-Xylolen. Es entstehen Vorstufen der Polybenzol-Verbindung, die anschließend unter sauren Bedingungen einer oxidativen Cyclodehydrierung unterzogen werden. Müllen verfolgte allgemein ein Programm der billigeren Herstellung von Bausteinen molekularer Elektronik mit Methoden der nassen organischen Chemie (statt mit Chemischer Gasphasenabscheidung), vorzugsweise von Bausteinen, die eine Tendenz zum Selbstzusammenbau haben. Es ist ein Beispiel für Graphen-Nanostrukturen und wurde so auch von Müllen und Mitarbeitern mit Hilfe der von ihnen entwickelten soft landing Massenspektrometrie auf Oberflächen erzeugt. Müllen synthetisiert mit seiner Gruppe solche Graphen-Nanostrukturen (darunter auch leitende Bänder) im Rahmen der organischen Elektronik.

## Vorkommen
Ein natürliches Vorkommen ist nicht bekannt.

## Eigenschaften

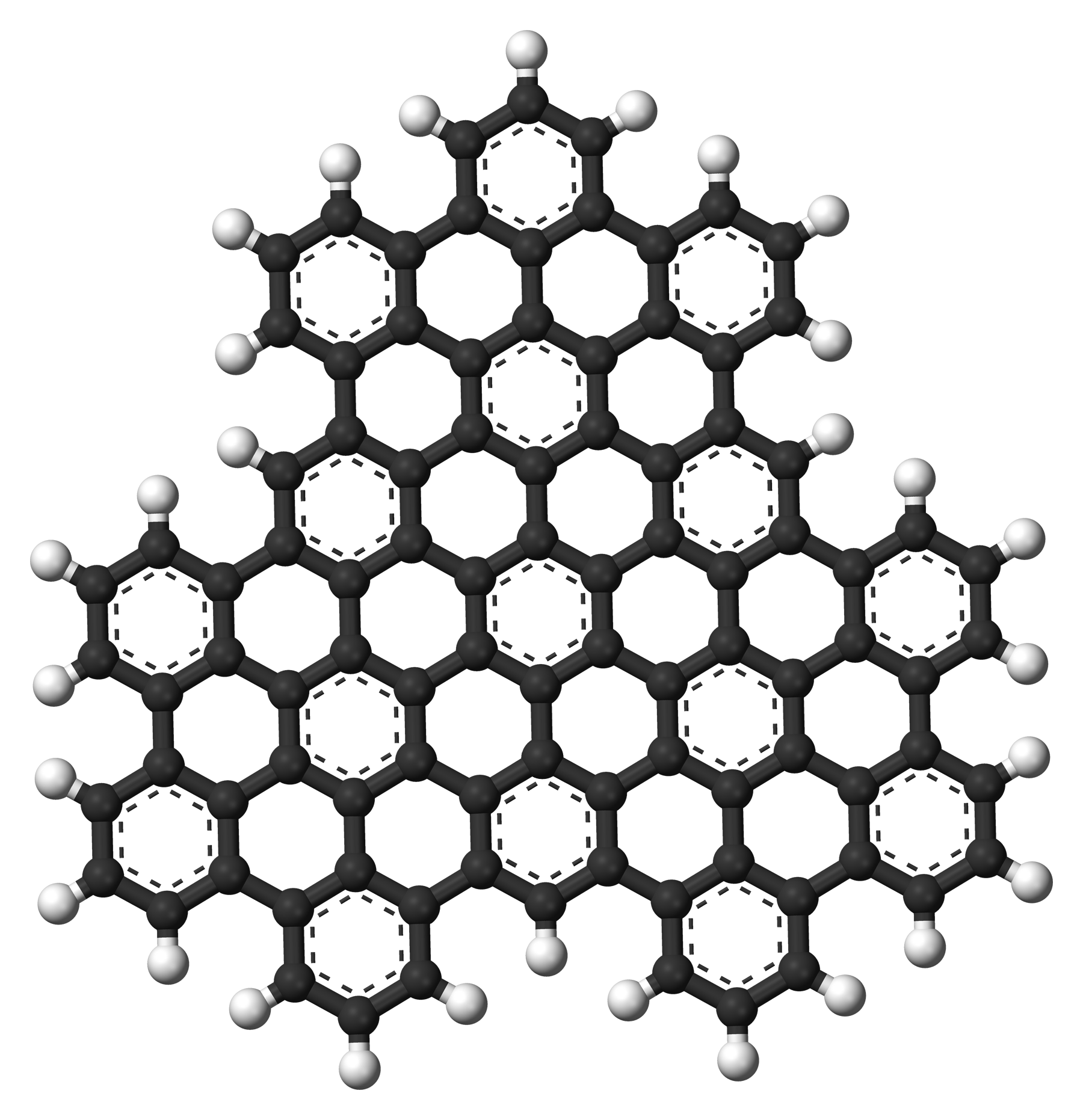
Veranschaulichung der planaren Geometrie

Superphenalen hat eine planare Geometrie. Es hat mit 540.000 mesomeren Grenzstrukturen deutlich mehr als Superbenzol (250), Supernaphthalen (16.100) und auch als Buckminsterfulleren (12.500). Das Molekül hat eine senkrecht auf dem Molekül stehende dreizählige Symmetrieachse (C3).